# Johann Friedrich Reichardt
Johann Friedrich Reichardt (født 25. november 1752, død 27. juni 1814) var en tysk komponist og musikforfatter.
Reichardt studerede filosofi og musik og tilbragte flere ungdomsår på rejser, først i Tyskland,
senere i Frankrig, Italien, Østerrig og England; sine indtryk og erfaringer nedlagde han i de vidt kendte skrifter, til hvilke hans navn nu først og fremmest er knyttet: Briefe eines aufmerksamen Reisenden, die Musik betreffend
(1774—76), Vertraute Briefe über Frankreich (1792—93), Vertraute Briefe aus Paris (1804—05), Vertraute Briefe auf einer Reise nach Wien (1810; ny udgave 1915), skrifter, der, da Reichardt var en god iagttager og en intelligent og livfuld skribent, har interesse også ud over de behandlede musikalske emner (skildring af Napoleon med mere).
Fra 1775 var Reichardt kapelmester hos Frederik II af Preussen og forblev — trods de omhandlede længere orlovsrejser — i stillingen også hos Frederik Vilhelm II, ivrig virksom for operaens trivsel og blandt andet for indførelse af italienske sangkræfter. De i Paris indhøstede revolutionsideer havde påvirket Reichardt, og han lagde ikke skjul på denne sympati, hvilket gjorde ham stillingen vanskelig; efter endnu et par års orlov, der blandt andet tilbragtes i København, fik Reichardt da sin afsked 1794.
Han trak sig tilbage til sin ejendom i Giebichenstein, hvor han blev inspektør ved saltværkerne. Han fordrevs vel derfra af franskmændene og blev en tid lang påtvunget kapelmesterstillingen hos Jérôme Bonaparte i Kassel, besøgte Paris og Wien (hvor han var sammen med Beethoven, hvem nævnte stilling var tiltænkt efter Reichardt), men vendte tilbage til Giebichenstein og tilbragte sine sidste år der.
R., en begavet, men noget vanskelig og selvfølende Personlighed, spillede en vis
Rolle i Samtidens tyske Musikliv, uden at hans kompositoriske Begavelse dog var fremragende. Han var en Tid lang Ven med Goethe og
har komponeret en Række af dennes »Lieder«,
Romancer og Ballader (»Erlkönig« m.fl.), i alt
4 Bd, og disse hans Sange, der vandt stor
Udbredelse, har deres betydning i den tyske »Lied«’s
Historie som Forløbere for Franz Schubert.
Også Reichardts sangspil, af hvilke han skrev en hel række, har Værdi og historisk betydning; hans andre
Værker (Symfonier, Koncerter, Kammermusikværker m. m.) gik hurtig i Glemme. I Berlin var R. Udgiver af
forsk. musikalske Tidender, ligesom han skrev en interessant Selvbiografi.